# Ulla von Liewen
Ulrica (Ulla) Elisabeth von Liewen, född 24 februari 1747 i Stockholm, död 16 maj 1775 i Uppsala, var en svensk friherrinna och hovfröken. Hon hade ett förhållande med Adolf Fredrik och är känd som den utpekade modern till Lolotte Forssberg.

## Biografi
Ulla von Liewen var dotter till Carl Gustaf von Liewen och friherrinnan Ulrika Eleonora Ribbing af Zernava. Liewen var hovfröken hos Lovisa Ulrika. Liewen var förlovad med greve Per Eriksson Brahe, men ska i hemlighet ha fött Adolf Fredriks dotter. Lovisa Ulrika ska ha blivit informerad och gått med på att hålla saken hemlig och ta ansvaret för barnet. Gustav III hade år 1771 i ett brev till Sofia Albertina nämnt att en hovfröken Liewen hade genomgått en förlossning. Historien återgavs i sin helhet av amiral greve Fredrik Georg Strömfelt, morbror till Lolotte Forssbergs make Stenbock, för Eleonora Charlotta d'Albedyhll år 1799, när Sofia Albertina ville få Lolotte Forssbergs börd erkänd, och efter att denna hade gift sig och därmed här benämns "grevinnan Stenbock" (årtalet 1766 hade här förväxlats med 1769):
"Drottning Lovisa Ulrika hade en hovdam vid namn Ulla Liewen, förlovad med greve Per Brahe, son till den olycklige greve Erik. 1769 insjuknade hon och gav livet åt "den lilla", som var dotter till Adolf Fredrik. Drottningen blev invigd i hemligheten, men av vänskap för sin hovfröken, som hade ett gott namn för dygd och rena seder – kanske också till försoning för den ytterliga svartsjuka, Hennes Maj:t visat i fråga om den förtjusande aktrisen och dansösen m:lle Dulondel, med vilken kungen hade en son, benämnd Fredriksson, en svartsjuka som föranledde m:lle Dulondels utvisande ur riket – lovade drottningen sin make att sörja för barnets uppfostran under förtigande av dess härkomst. De, som sett grevinnan Stenbock i hennes yngre år samt Ulla Liewens porträtt, kunna icke tvivla på förhållandet. Dessutom liknar hon Adolf Fredrik, och detta förklarar, varför man funnit likhet mellan henne och prinsessan Sofia Albertina".
Sofia Albertina ville år 1799 få Lolotte Forssberg erkänd som sin syster. Sofia Albertina uppgav privat för Caroline Ehrencrona hade flera anledningar att tro att Liewen var modern men att hon tänkte dölja detta av hänsyn till denna familj, trots att moderskapet tycktes vara allmän vetskap.
Ulla Liewen gifte sig 1770 med kammarherren friherre Charles De Geer, som via mödernet var hennes kusin. Deras dotter Charlotta Eleonora gifte sig med Hans Henric von Essen (1755–1824). Hennes makes dotter i andra äktenskapet, Vilhelmina, var överhovmästarinna och gifte sig med von Liewens troliga dotter Lolotte Forsbergs trolovade Carl Edvard Gyldenstolpe.